# Pteronymia donata
Pteronymia donata är en fjärilsart som beskrevs av Richard Haensch 1909. Pteronymia donata ingår i släktet Pteronymia och familjen praktfjärilar. Inga underarter finns listade.